# مائن السليم
مائن السليم (مواليد 1975 في كفر نبل، إدلب) هو شاعر سوري، تخرج من كلية الهندسة المدنية في جامعة تشرين عام 2001، له مجموعتان شعريتان؛ الأولى بعنوان «الدائرة»، والثانية «إلى بائس»، وهناك مجموعة شعرية أخرى طور الإعداد، وينشر في عدد من الدوريات العربية وبعض مواقع الإنترنت وهو عضو رابطة الأدب الإسلامي العالمية.

## حياته الشخصية
مائن متزوج ولديه طفلان؛ عبد الكريم وسالي.

## أعماله الأدبية
- الدائرة: مجموعة شعرية صادرة عن دار كنعان للدراسات والنشر - دمشق - 1998
- إلى بائس: مجموعة شعرية صادرة عن دار عبد المنعم ناشرون - حلب 2006

## وصلات خارجية
- موقع الشاعر مائن السليم